# 闲山岛
闲山岛（韓語：한산도）是朝鲜半岛南海岸的一个近海岛屿，位于巨济岛西部海域，现归属韩国庆尚南道統營市闲山面管辖。其面积为14.785平方千米，现有人口1,079人。全岛和周边海域是闲丽海上国立公园的一部分，万历朝鲜战争的闲山岛海战便发生于此。